# Jc Caylen
Justin Caylen Castillo, mais conhecido como Jc Caylen (Texas, 11 de setembro de 1992), é um youtuber e ator norte-americano. Ao longo de seis anos, Caylen acumulou mais de 6 milhões de inscritos em seus vários canais, além de mais de 400 milhões de visualizações.[carece de fontes?]

## Vida pessoal
Caylen nasceu em Houston, no Texas. Pouco depois, ele e sua família se mudaram para San Antonio, Texas. Ele possui três irmãos: Jaylyn, Ava e Joe Felix. Seus pais se divorciaram quando ele era muito jovem.

## Carreira

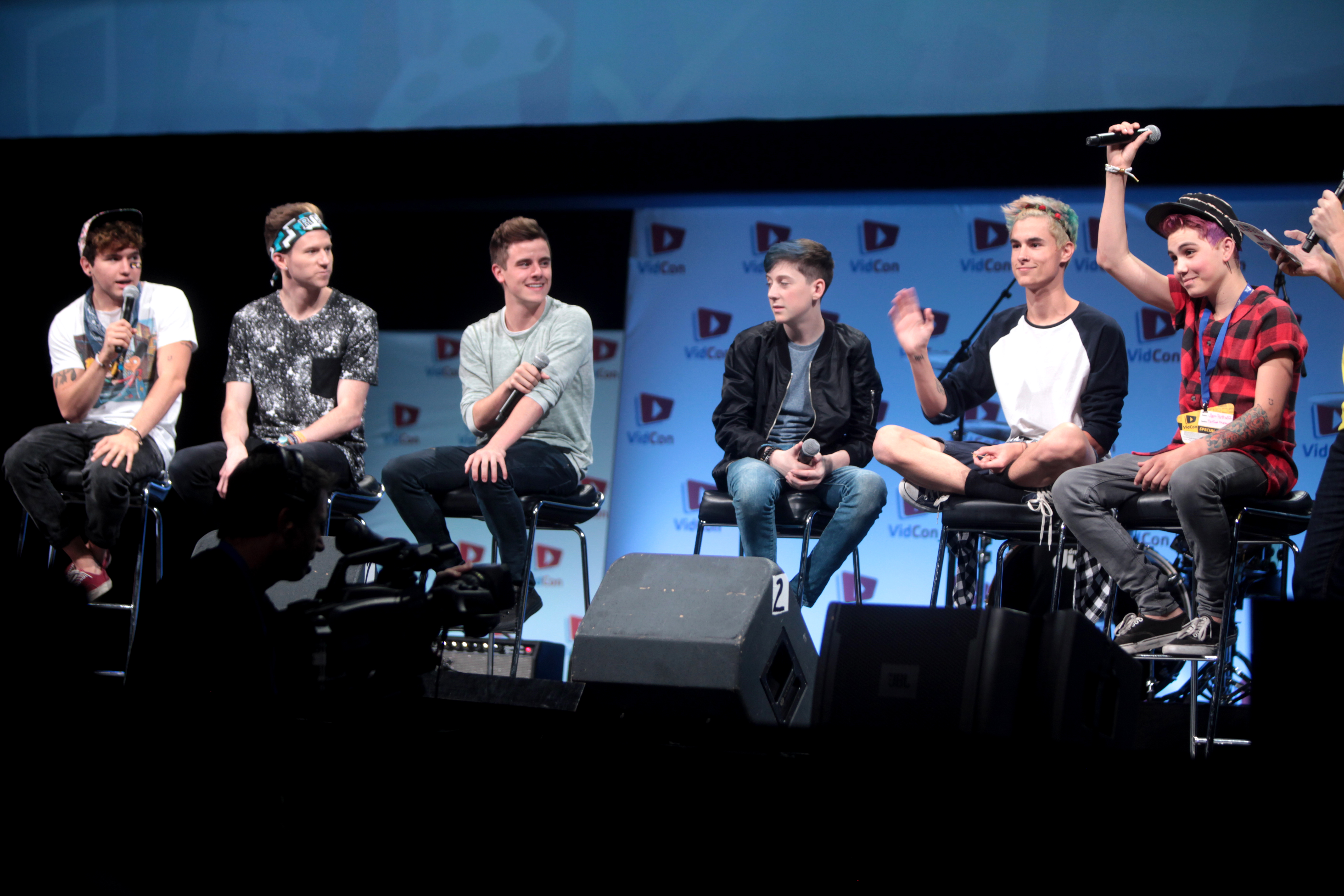
Our2ndLife na VidCon 2014.

Caylen iniciou sua carreira no YouTube em 2010. Ele ganhou notoriedade devido ao supergrupo Our2ndLife onde ele, Connor Franta, Ricky Dillon, Kian Lawley, Trevor Moran e Sam Pottorff realizaram uma turnê internacional e acumularam 2,7 milhões de inscritos antes do fim do grupo em dezembro de 2014.
Em 2015, Caylen lançou um álbum de compilação intitulado Neptones. De acordo com a Billboard, o álbum atingiu o número um na categoria "Electronic Albums", o mesmo foi lançado pela Heard Well, uma gravadora fundada por Connor Franta. Em 2016, Kian Lawley e Caylen lançaram o livro Kian and Jc: Don't Try This at Home!. Nele, eles contam como conquistaram fama.

## Filmografia

### Televisão
| Ano  | Título                                  | Personagem | Notas        |
| ---- | --------------------------------------- | ---------- | ------------ |
| 2016 | Fight of the Living Dead: Experiment 88 | Ele mesmo  | —            |
| 2016 | The YouTube Killer                      | Ele mesmo  | —            |
| 2016 | T@gged                                  | Sean       | 18 episódios |
| 2016 | Making Moves                            | Ele mesmo  | —            |

### Filmes
| Ano  | Filme                  | Personagem | Notas        |
| ---- | ---------------------- | ---------- | ------------ |
| 2015 | #O2LFOREVER            | Ele mesmo  | Documentário |
| 2016 | Boo! A Madea Halloween | Mikey      | —            |
| 2016 | Sickhouse              | Ele mesmo  | —            |